# Amy Kleinhans
Amy Kleinhans-Curd (n. 1992) a fost în anul 1992 Miss Africa de Sud. Ea a fost prima regină a frumuseții din istoria Africii de Sud, care nu a fost albă. Amy a candidat ca Miss World din Africa și a câștigat la 12 decembrie 1992 titlul Miss World. Când avea 23 de ani a candidat în anul 1991 pentru titlul [Miss Africa de Sud, plasându-se pe locul doi. În anul următor a învins alte 11 concurente, care candidau pentru titlul de Miss Africa de Sud 1992, fiind prima candidată de culoare care a fost încoronată în istoria Africii de Sud. Actual Kleinhans este mama a patru copii.